# Amblyeleotris

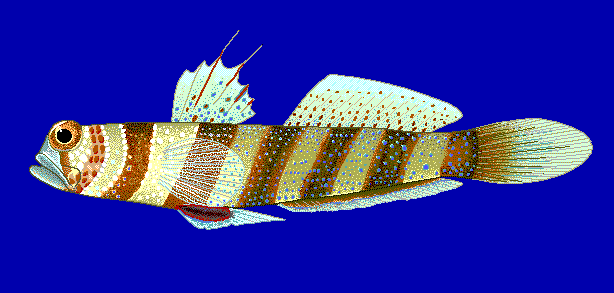
Amblyeleotris wheeleri

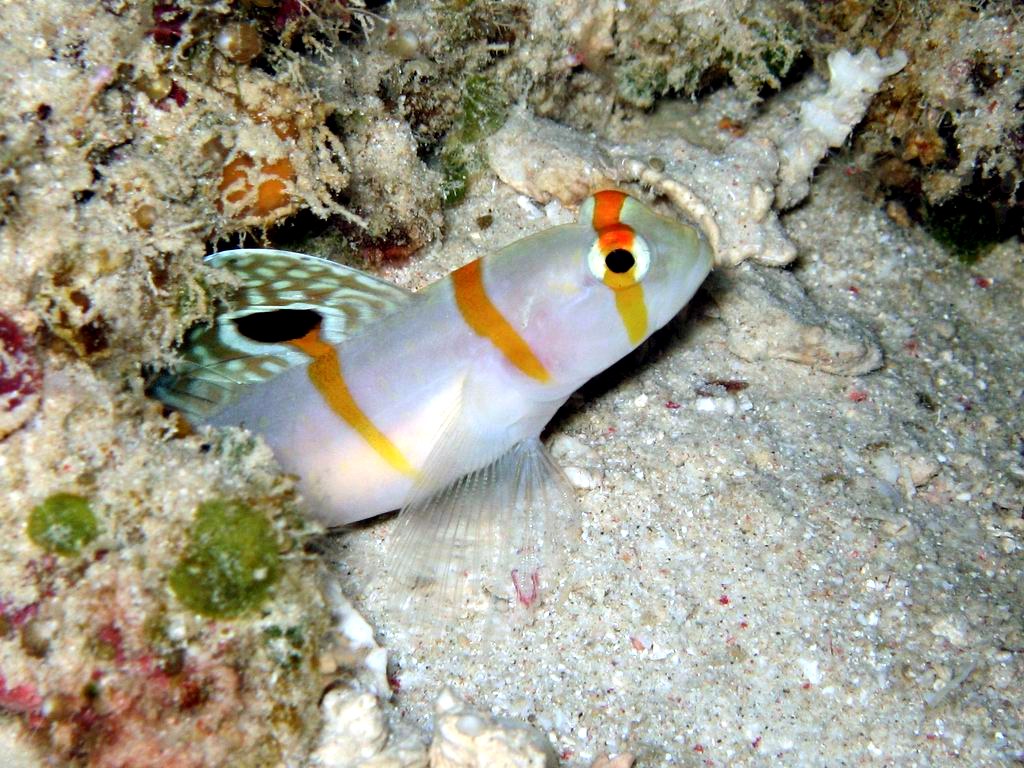
Amblyeleotris randalli

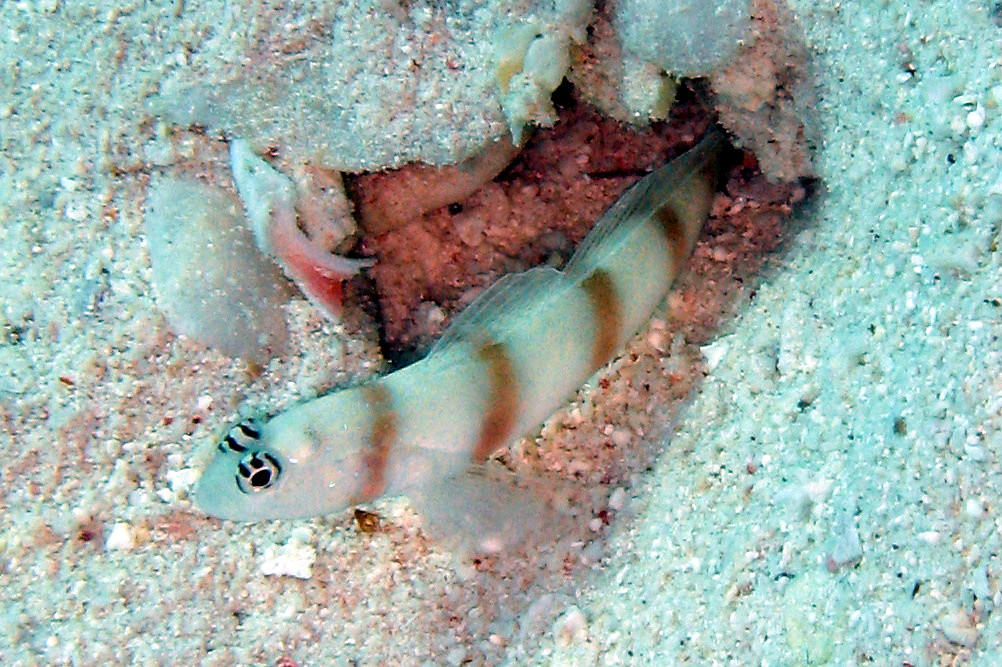
Amblyeleotris sp.

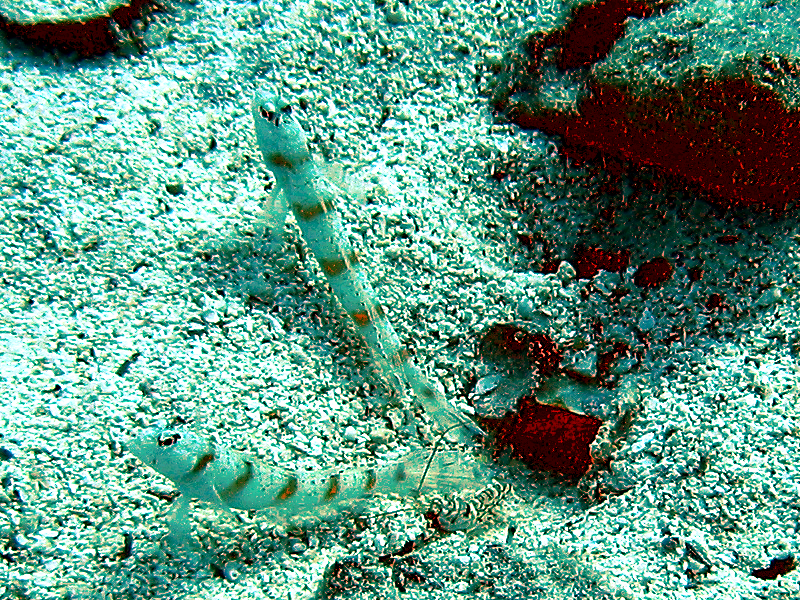
Exemple de relació simbiòtica entre exemplars dAmblyeleotris sp. i Alpheus sp.

Amblyeleotris és un gènere de peixos de la família dels gòbids i de l'ordre dels perciformes.

## Morfologia
- La longitud màxima de les seues espècies oscil·la entre menys de 30 mm fins a gairebé els 200.[2]

## Distribució geogràfica
Es troba als oceans Índic i Pacífic.

## Costums
Aquest gènere de gòbids és conegut per la seua relació simbiòtica amb gambetes del gènere Alpheus: l'artròpode excava i té cura d'un cau que és emprat per ambdós animals, mentre que el gòbid -que té una millor amplitud visual- es manté alerta pels possibles depredadors. El decàpode manté un contacte quasi constant amb el peix mitjançant una antena.

## Taxonomia
- Amblyeleotris arcupinna (Mohlmann & Munday, 1999)[3]
- Amblyeleotris aurora (Polunin & Lubbock, 1977)[4]
- Amblyeleotris bellicauda (Randall, 2004)[5]
- Amblyeleotris biguttata (Randall, 2004)[5]
- Amblyeleotris bleekeri (Chen, Shao & Chen, 2006)[6]
- Amblyeleotris callopareia (Polunin & Lubbock, 1979)[7]
- Amblyeleotris delicatulus (Smith, 1958)[8]
- Amblyeleotris diagonalis (Polunin & Lubbock, 1979)[9]
- Amblyeleotris downingi (Randall, 1994)[10]
- Amblyeleotris ellipse (Randall, 2004)[11]
- Amblyeleotris fasciata (Herre, 1953)[12]
- Amblyeleotris fontanesii (Bleeker, 1852)[13]
- Amblyeleotris guttata (Fowler, 1938)[14]
- Amblyeleotris gymnocephala (Bleeker, 1853)[15]
- Amblyeleotris harrisorum (Mohlmann & Randall, 2002)[16]
- Amblyeleotris japonica (Takagi, 1957)[17]
- Amblyeleotris katherine (Randall, 2004)[11]
- Amblyeleotris latifasciata (Polunin & Lubbock, 1979)[18]
- Amblyeleotris macronema (Polunin & Lubbock, 1979)[18]
- Amblyeleotris marquesas (Mohlmann & Randall, 2002)[16]
- Amblyeleotris masuii (Aonuma & Yoshino, 1996)[19]
- Amblyeleotris melanocephala (Aonuma, Iwata & Yoshino, 2000)[20]
- Amblyeleotris morishitai (Senou & Aonuma, 2007)[21]
- Amblyeleotris novaecaledoniae (Goren, 1981)[22]
- Amblyeleotris ogasawarensis (Yanagisawa, 1978)[23]
- Amblyeleotris periophthalma (Bleeker, 1853)[15]
- Amblyeleotris randalli (Hoese & Steene, 1978)[24]
- Amblyeleotris rhyax (Polunin & Lubbock, 1979)[18]
- Amblyeleotris rubrimarginata (Mohlmann & Randall, 2002)[25]
- Amblyeleotris steinitzi (Klausewitz, 1974)[26]
- Amblyeleotris stenotaeniata (Randall, 2004)[11]
- Amblyeleotris sungami (Klausewitz, 1969)[27]
- Amblyeleotris taipinensis (Chen, Shao & Chen, 2006)[28]
- Amblyeleotris triguttata (Randall, 1994)[29]
- Amblyeleotris wheeleri (Polunin & Lubbock, 1977)[4]
- Amblyeleotris yanoi (Aonuma & Yoshino, 1996)[19][30][31][32][33][34]